# Рахим Саттар
Рахим Саттар (тат. Рәхим Саттар, псевдоним, настоящее имя — Абдулсаттаров Абдрахим Сулейманович; 15 августа 1912—1943) — советский татарский поэт.

## Биография
Абдулсаттаров Абдрахим Сулейманович родился 15 августа 1912 года в с. Нижнее Хазятово Чишминского района Башкортостана. Его отец, Сулейман Габдулсаттаров, родом из татарского села Абдуллино Чишминского района, исполнял в башкирской деревне Нижнее Хазятово обязанности муллы.
Абдрахим Сулейманович учился в деревенском мэктебе, затем в уфимской школе N2.
Окончив учёбу работал инспектором Бучалинского лесничества, потом в Уфе — ответственным работником Наркомпроса БАССР. В конце 30-х годов работал сотрудником газеты «Красная молодежь» а Казани.
Писать стихи начал в школьные годы.
Участвовал в Советско — Финляндской войне. В 1941 году добровольцем ушёл на фронт. Добился назначения в десантные войска, участвовал в ответственных операциях, выполнял особые задания командования. 27 мая 1942 года при неудачной высадке десанта Р. Саттар попал в плен. В лагере под Берлином (Вуст-рау) вошёл в подпольную антифашистскую организацию военнопленных, организованную поэтами М. Джалилем и А. Алишем. Участвуя в деятельности подпольной группы сопротивления, он вел антифашистскую агитацию среди военнопленных, распространял листовки, одновременно сочинял стихи. По другим данным, Рахим Саттар первым прибыл в Вуст-рау и вместе с Гайнан Курмашевым образовал подпольное сопротивление, в которое позже вошли Муса Джалиль и Абдулла Алиш. 
В 1943 году в тюрьме был организован его побег с помощью польского лесника, который был вскоре арестован немцами и казнен. Версия: Группа Рахима Саттара попала в засаду и сожжена заживо нацистами, когда прятались под стогом сена.
Бывшая военнопленная Равиля Агеева сохранила и передала в Союз писателей РТ записную книжку со стихами поэта, написанными им на фронте и в плену. Всего в записной книжке 24 стихотворения, написанных в 1942—1943 годах.
Стихи поэта в переводе на русский язык, опубликованы в книге «Три поэта-воина» (Казань, 1979).
Сын Рахима Саттара, Саттаров Иль Рахимович, систематизировал и издал сборник стихотворений отца с очерками, воспоминаниями и рассказами о нём. 

## Память
"Оборванная песнь -

То жизнь моя на взлете. 

Я отдал все, что есть, 

А песню - допоете…"
В п. Чишмы и г. Казани есть улицы, носящие имя Рахима Саттара.
В 2023 году вышел документальный фильм "Высокий дух" Дидара Озарова. В фильме приняла участие правнучка поэта, искусствовед Лилия Саттарова. На стихи поэта были написаны песни в современной интерпретации, исполнителями были: Defne, Оскар Юнусов, Александра Мустафина, Дмитрий Крапивин и другие. 
Внучки - Лилия и Дина Саттаровы.

## Произведения
- Саттар, Р. Три поэта — воина: Стихи/Р. Саттар, А. Алиш, М. Хайрутдинов.- Казань: Тат. кн. изд., 1979.- 79 с.
- Саттар, Р. Они в строю: Стихи, рассказы/Р. Саттар; ред. С. Шакир.- Казань: Тат. кн. изд., 1985.- 216 с. — На тат. яз.
- Саттар, Р. «И в неволе буду верным сыном»: Стихи. В память нашего земляка поэта-фронтовика Рахима Саттара. /Р. Саттар//Родник.- 1993.- 28 апр.
- Саттар, Р. Завещание: Стихи/Р. Саттар.- Казань, 2004.- 112 с.